# Andragoras
Au recto : le roi porte la barbe et le diadème.

Andragoras (en grec ancien Ανδραγόρας / Andragóras), mort en 238 av. J.-C., est un satrape séleucide de Parthie sous les règnes d'Antiochos Ier, d'Antiochos II et de Séleucos II. Il fait sécession et règne de manière indépendante avant d'être vaincu par la tribu scythes des Parni.

## Biographie

### Origines
La vie d'Andragoras est méconnue avant sa sécession. Il pourrait être d'origine perse même si les Parthes le présentent comme un Grec. Son nom, qui est très rare chez les Grecs, pourrait être une traduction grecque du vieux perse Narisanka (de l'avestique nairya-sanha, l'un des messagers d'Ahura Mazda). Une inscription grecque trouvée à Gorgan en Hyrcanie, écrite en 266 av. J.-C., fait mention d'un dénommé Andragoras, vraisemblablement la même personne, avant qu'il ne soit désigné satrape.
Justin évoque un Andragoras comme étant le satrape, d'origine perse, de Parthie du temps d'Alexandre le Grand ; mais l'historien commet ici une erreur car à l'époque le satrape de Parthie est Phrataphernès.

### Sécession
Andragoras est désigné par Antiochos Ier satrape de la province frontalière de Parthie qui a été fusionnée avec la province voisine d'Hyrcanie par Alexandre le Grand en 330 av. J.-C. Vers 245, sous le règne de Séleucos II, il s'émancipe de la tutelle séleucide en profitant des victoires de Ptolémée III en Syrie et en Anatolie durant la troisième guerre de Syrie. Il s'est alors probablement allié à Diodote, le satrape de Bactriane qui a fait sécession au même moment pour fonder le royaume gréco-bactrien. 
La sécession d'Andragoras se manifeste d'abord par le monnayage frappé par les ateliers qu'il contrôle : des monnaies frappées en son nom, y compris des monnaies d'or, donnent des preuves manifestes de son usurpation. Ces monnaies le représentent portant le diadème royal pour autant il ne semble pas avoir pris le titre de roi afin de ne pas rompre complètement avec le pouvoir séleucide. 
Cette sécession, ainsi que celle de Diodote, pourrait être une réponse des populations irano-grecques face aux incursions des peuples nomades et à l'inaction du pouvoir séleucide, car depuis la fin règne de Séleucos Ier, la Parthie et la Bactriane reçoivent des vagues de migrants scythes, notamment de la tribu des Parni de la confédération dahae, venus probablement de la steppe aralienne.

### Défaite face aux Parni
Vers 239-238 av. J.-C., les Parni, sous la conduite d'Arsace Ier, envahissent la Parthie et prennent d'abord le contrôle de l'Astabène, une région située au nord de la Parthie dont la capitale est Kuchan. Privé du soutien des Séleucides, car à cette époque Séleucos II est en guerre contre son frère Antiochos Hiérax, Andragoras est vaincu et tué. 
Cette défaite éloigne davantage encore de l'orbite séleucide les territoires contrôlés par les souverains de Bactriane, la route royale entre la Médie et la Margiane étant par ailleurs coupée.

## Sources antiques
- Justin, Abrégé des Histoires philippiques de Trogue Pompée [détail des éditions] [lire en ligne], XLI, 1, 10, 11 ; 4, 3-8.
- Strabon, Géographie [détail des éditions] [lire en ligne], XI, 9, 2-3.